# Text argumentatiu
Un text argumentatiu és aquell en què predomina l'argumentació i que exposa l'opinió de l'autor sobre un assumpte.

## Definició i finalitat
Argumentar consisteix a exposar de manera raonada i lògica unes opinions per tal de convèncer algú mitjançant arguments. L'argumentació és un exercici discursiu i dialèctic al llarg del qual l'argumentador tracta d'influir en el pensament de l'interlocutor amb l'objectiu de fer-li creure allò que exposa i de fer-li canviar el punt de vista.
En un text argumentatiu predominen els judicis de fet (objectius) per sobre dels judicis de valor (subjectius). Els discursos polítics, els assaigs, els articles d'opinió, els editorials, els sermons, les queixes, etc. són part dels textos que formulen molts arguments.

## Estructura
A més d'afirmar o negar una cosa, el text argumentatiu ha de presentar els arguments. Per dur-ho a terme, es divideix en les següents parts:
1. Introducció: Presenta el tema i pretén captar l'interès del lector.
2. Tesi: Exposa la idea, l'opinió o punt de vista que vol defensar.
3. Argumentació: es presenten els arguments que corroboren la tesi de qui argumenta i que han de servir per convèncer l'interlocutor.
4. La conclusió: recull i enuncia de manera sintètica i clara la tesi de l'autor i ofereix nous temes per tractar en un futur.

En la tradició anglosaxona, s'ensenya a escriure textos argumentatius usant els anomenats paràgrafs de Schaffer com a estructura bàsica. Cada paràgraf ha de tenir un mínim de cinc oracions. La primera introdueix el tema, la segona l'amplia i dona raons si cal, les dues properes el comenten aprofundint en la idea exposada o bé rebatent un altre punt de vista i la cinquena fa una conclusió que prepara per a la següent idea (és a dir, introdueix el tema del següent paràgraf).

## Recursos lingüístics
La presentació de la tesi ha de procurar atreure l'interès del receptor, cosa que es pot aconseguir utilitzant fórmules diverses:
- La utilització de la ironia. De vegades alguns arguments són reforçats per frases o expressions iròniques.
- Contar un relat. En alguns casos, quan es vol convèncer algú, abans es prepara el seu estat d'ànim per tal de predisposar-lo favorablement respecte d'allò que s'exposarà. Una manera d'aconseguir-ho és relatant alguns fets colpidors que es relacionen directament amb les opinions que volem defensar.
- La utilització de la repetició, és a dir, de la insistència i del bombardeig d'arguments.
- Posar de manifest determinats valors. Per exemple, quan es fa al·lusió a valors com la solidaritat i la llibertat per defensar determinades opinions a favor dels drets humans, etc.
- L'argument d'autoritat. Quan l'emissor es recolza en els seus coneixements respecte del tema a què es refereix, o bé, en el seu estatus social.
- Les qüestions retòriques. Jocs de paraules, als recursos gràfics i al recurs de la interrogació retòrica, que consisteix a formular una pregunta de la qual no s'espera obtenir resposta i que serveix, com en el cas dels altres recursos retòrics, per centrar l'atenció i l'interès del receptor cap a allò que exposa l'emissor.